# Исчисление Кёрби
Исчисление Кёрби (или исчисление Кирби) — метод модификации оснащённых зацеплений на трёхмерной сфере с помощью конечного числа движений Кёрби.
Используя четырёхмерную теорию Серфа, Кёрби доказал, что если M и N являются трёхмерными многообразиями, полученными хирургией Дена (Хирургия Дена) из оснащённых зацеплений L и J соответственно, то они гомеоморфны тогда и только тогда, когда L и J связаны последовательностью движений Кёрби.  Согласно теореме Ликериша — Уоллеса любое замкнутое ориентируемое трехмерное многообразие получается такой хирургией на некотором зацеплении на трёхмерной сфере.
Существует некоторая двусмысленность в литературе при использовании термина «движение Кёрби».
Различные варианты «исчисления Кёрби» имеют различный набор движений и они иногда называются движениями Кёрби.  Исходная формулировка Кёрби использовала два вида движений, «расширение» и «скольжение ручки». Роджер Фенн и Колин Рурк представили эквивалентное построение в терминах одного движения Фенна — Рурка, которое появляется во многих представлениях и расширениях исчисления Кёрби.
Книга Дейла Рольфсена «Узлы и зацепления», по которой многие топологи изучали исчисление Кёрби, описывает набор из двух движений: 1) удаляем или добавляем компоненту с коэффициентом хирургии, равном бесконечности 2) скручиваем вдоль незаузлённой компоненты и модифицируем хирургию соответствующим образом (это называется скручиванием Рольфсена). Это позволяет расширить исчисление Кёрби на рациональные хирургии.
Существуют также различные ухищрения для модификации диаграмм хирургии. Одиним из таких полезных движений является слэм-данк.
Для описания четырехмерных многообразий используется расширенный набор диаграмм и движений. Оснащённое зацепление на трехмерной сфере кодирует инструкции для присоединения 2-ручек к четырехмерному шару.
(трехмерная граница этого многообразия является интерпретацией вышеупомянутой диаграммы зацепления в виде трехмерного многообразия.) 1-Ручки обозначаются либо (a) парой 3-шаров (как область присоединяя 1-ручки) или, более часто, (b) незаузлёнными пунктирными окружностями. Пунктир означает, что окрестность стандартного 2-диска с пунктирной границей вырезается из внутренности четырехмерного шара. Вырезание этой 2-ручки эквивалентно добавлению 1-ручки. 3-ручки и 4-ручки обычно на диаграмме не показываются.

## Разложение на ручки
- Замкнутое гладкое четырехмерное многообразие обычно описывается разложением на ручки.
- 0-Ручка — это просто шар, а приклеивающее изображение[англ.] является несвязным объединением.
- 1-Ручка прикрепляется вдоль двух несвязных трехмерных шаров.
- 2-Ручка прикрепляется вдоль полнотория. Поскольку это полноторие вложено в 3-многообразие, имеется связь между разложениями на ручки четырехмерных многообразий и теорией узлов на трехмерных многообразиях.
- Пара ручек с индексом, отличным от 1, внутренности которых соединяются друг с другом достаточно простым способом, могут быть удалены без изменения многообразия. Аналогично можно создавать такие удаляемые пары ручек.

Различные гладкие разложения на ручки гладкого четырехмерного многообразия связаны конечной последовательностью изотопий приклеивающих отображений и созданием/удалением пар ручек.